# ГЕС Порсе 3
ГЕС Порсе 3 — гідроелектростанція у центральній частині Колумбії. Знаходячись після ГЕС Порсе 2 та ГЕС Гуадалупе 4, наразі становить нижній ступінь гідровузла у сточищі річки Нечі (права притока Кауки, яка в свою чергу є лівою притокою Магдалени, котра впадає до Карибського моря в місті Барранкілья).
У межах проєкту праву притоку Нечі річку Порсе перекрили нижче від станції Порсе 2 та впадіння лівої притоки Гуадалупе (через пов’язану з останньою гілку гідровузла здійснюється деривація ресурсу із верхньої течії Нечі). Тут звели кам'яно-накидну споруду з бетонним облицюванням висотою 151 метр, довжиною 400 метрів та товщиною 8 метрів, яка потребувала 4,16 млн м3 матеріалу. На час будівництва воду відвели за допомогою тунелю довжиною 0,65 км з діаметром 10,5 метра. Споруда утримує витягнуте по долині річки на 14 км водосховище з площею поверхні 4,6 км2 та об'ємом  169 млн м3 (корисний об’єм 127 млн м3).
Зі сховища під правобережним масивом прокладено дериваційний тунель довжиною 12,3 км з діаметром 10,2 метра. Він сполучений із напірною шахтою висотою 149 метрів та діаметром 10,3 метра, після якої є ще одна ділянка тунелю довжиною 0,3 км. У підсумку ресурс надходить до спорудженого в підземному виконанні машинного залу. Останній має розміри 122х18 метрів при висоті 41 метр, а доступ до нього персоналу здійснюється через тунель довжиною 0,5 км. Крім того, існує підземне приміщення для трансформаторного обладнання.
У машинному залі змонтовані чотири турбіни типу Френсіс потужністю по 172 МВт, які при напорі у 322 метри повинні забезпечувати виробництво 3416 млн кВт·год електроенергії на рік. 
Відпрацьований ресурс транспортується назад до Порсе по відвідному тунелю довжиною 0,9 км.
Видача продукції відбувається по ЛЕП, розрахованій на роботу під напругою 500 кВ.
Під час будівництва комплексу провели земляні роботи в об’ємі 5,7 млн м3 та здійснили виїмку 1,7 млн м3 підземних порід.